# Ray Tabano
Ray Tabano, né le 23 décembre 1946 dans le Bronx (New York), connu également sous le nom de Crazy Raymond est un musicien américain, connu pour avoir cofondé le groupe Aerosmith en tant que guitariste. Il est le meilleur ami de Steven Tyler avec qui il forme le groupe mais à cause d'un comportement excentrique et d'un jeu de guitare assez moyen, il est remplacé par Brad Whitford. Il s'occupe actuellement du management du groupe.